# 연습곡 Op. 25, 10번 (쇼팽)

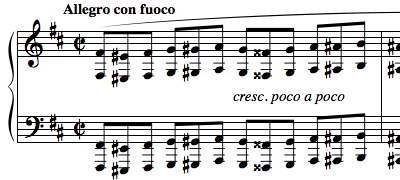
쇼팽 연습곡 Op. 25의 10번의 첫 마디

쇼팽의 연습곡 Op. 25, 10번(Étude Op. 25, No. 10)은 프레데리크 쇼팽이 1835년에 작곡한 곡으로 1837년에 작품번호 제25번의 나머지 11곡과 함께 출판되었다. 이 곡은 다른 연습곡과는 많이 다른 형식을 취하고 있다. 특히 곡은 세 부분으로 나뉘어 첫 부분은 나단조, 알레그로(Allegro)의 빠르기로 2분의 2박자의 8분음표 셋잇단음표를 연주하는 형식이고 두 번째 부분은 나장조, 렌토(Lento)로 4분의 3박자로 전환된 뒤 8분음표가 대부분을 차지하며 네 번 반복한 후에 다시 처음의 형식과 비슷한 형태로 되돌아간다. 처음과 끝부분이 단조이고 가운데가 장조인 형태도 연습곡 Op. 25의 5번과 비슷하다. 또한 페달의 표시와 강약의 표기가 매우 부족하다. 강약의 표기는 곡 전체에서 5번밖에 없으며 연습곡 Op. 10의 4번과 비슷하게 레가토의 흐름을 유지하도록 지시되어 있다.